# دليل الطبخ التركي
دليل الطبخ التركي هو كتاب طبخ تركي كتبه تورابي أفندي عام 1864. وهي ترجمة إنجليزية لكتاب ملجأ الطباخين.